# كأس كرواتيا 1995–96
كأس كرواتيا 1995–96 (بالكرواتية: Hrvatski nogometni kup 1995./96.)‏ هو الموسم 5 من كأس كرواتيا. أقيم خلال الفترة 15 أغسطس 1995 وحتى 16 مايو 1996، وأشرف على تنظيمه اتحاد كرواتيا لكرة القدم، وكان عدد الأندية المشاركة فيه 32، وفاز فيه نادي دينامو زغرب.